# 布盧芒德 (伊利諾伊州)
布盧芒德（英語：Blue Mound）是位於美國伊利諾伊州梅肯縣的一個村落。

## 地理
布盧芒德的座標為39°41′59″N 89°07′19″W / 39.69972°N 89.12194°W，而該地最高點為海拔高度188米（即617英尺）。

## 人口
根據2010年美國人口普查的數據，布盧芒德的面積為1.53平方千米，當中陸地面積為1.53平方千米，而水域面積為0.00平方千米。當地共有人口1158人，而人口密度為每平方千米756人。